# Дом Михаила Александровича (Ченстохова)
Дом Михаила Александровича в стиле модерн построен в начале XX века для Великого князя Михаила Александровича в Ченстохове, ныне Польша. Расположен на аллее Вольности, 44, недалеко от железнодорожного и автовокзалов.

## История
Михаил Александрович владел лесным имением «Острово» к западу от Ченстоховы в районе Бляховни, где любил  охотиться, как и Николай Николаевич[уточнить] до него.
Здание построено в 1912—1913 годах по проекту Брунона Папроцкого. Предполагалось, что это будет дворец с прилегающим садово-парковым ансамблем. Начавшаяся I мировая война помешала завершить строительство.
После обретения Польшей независимости, здание использовалось как жилой дом семей военнослужащих Войска польского, в частности, здесь проживали генералы Мечислав Дамбковский и Станислав Мачек. Тогда его достроили, провели электрическое освещение, водоснабжение и канализацию.
В 1920-е и 1930-е годы права на здание безуспешно пыталась отсудить Наталья Шереметьевская, вдова князя.
В 1930-х годах здание пережило единственный капитальный ремонт: снесены башни, в связи с чем оно утратило свой роскошный облик.
В 2011 году домом заинтересовалась португальская компания Mota Engil. Расходы на реставрацию должны были окупиться последующими доходами от аренды, однако жильцы приобрели в собственность несколько квартир и продавали их по завышенным ценам.
В настоящее время дом расселён и законсервирован, муниципалитет Ченстоховы ищет спонсора для его реставрации. В октябре 2019 года дом будет выставлен на аукцион.

## Галерея
- Дворец Михаила Александровича, 1918 год
- Детали экстерьера
- Современный вид
- Лестницы
- Балконы